# Legonwetan
Legonwetan is een bestuurslaag in het regentschap Subang van de provincie West-Java, Indonesië. Legonwetan telt 2054 inwoners (volkstelling 2010).